# 드루드 모형

드루드 모형의 전자 (청색) 지속적으로 정적이고 무거운 격자의 이온들 사이에서 운동하고 있다(적색).

응집물질물리학에서 드루드 모형(Drude model)은 도체를 다루는 간단한 모형이다. 도체 안의 자유 전자가 무한히 단단한 양이온에 부딪치면서 움직이는 것으로 가정한다.
드루드 모형은 전자의 운동 방정식에 관한 두 가지 중요한 결과를 도출해 낸다.
{\displaystyle {\frac {d}{dt}}\mathbf {p} (t)=q\mathbf {E} -{\frac {\mathbf {p} (t)}{\tau }},}
그리고 전류 밀도 {\displaystyle J}와 전기장 {\displaystyle E}의 선형관계를 이용하여,
{\displaystyle \mathbf {J} =\left({\frac {nq^{2}\tau }{m}}\right)\mathbf {E} .}
여기서 {\displaystyle t}는 시간, {\displaystyle p}, {\displaystyle q}, {\displaystyle n}, {\displaystyle m}, 그리고 {\displaystyle \tau }는 각각 전자의 운동량, 전하, 밀도, 질량 그리고 이온사이에 전자가 충돌하는데 걸리는 평균 시간이다. 뒤에 있는 방정식은 특별히 더 중요한데, 이 식으로부터 옴의 법칙이 왜 성립하는지를 유도해 낼 수 있다.

## 역사
1900년대에 폴 드루드에 의해 처음 제안되었다. 1905년 헨드릭 로런츠는 드루드-로렌츠 모형으로 불리는, 보다 정확한 모형을 제안 하였다. 그 후 1933년 한스 베테와 아르놀트 조머펠트에 의해 양자역학이 반영된 결과로 드루드 모형은 확장되었다.

## 설명

### 직류 전류
드루드 모형을 가장간단히 분석해 보려면 일단 전기장 {\displaystyle \mathbf {E} }를 균일하고 일정하다고 가정해야 한다. 그리고 열적 전자의 속도는 전자가 이온간 충돌평균시간인 {\displaystyle \tau } 안에 미소의 운동량{\displaystyle d\mathbf {p} } 축적하기에 충분히 빠르다고 가정하자.
이때 전자는 {\displaystyle \tau }의 시간동안 지난 충돌로부터 운동량을 축적하게 되고 미소 운동량의 변화량은
{\displaystyle d\langle \mathbf {p} \rangle =q\mathbf {E} \tau .}
지난 충돌동안, 이 전자는 앞으로 되 튀긴것 같이 뒤로 튕겨 이전에 전자의 운동량에 기여된 량은 상쇄된다. 따라서
{\displaystyle \langle \mathbf {p} \rangle =q\mathbf {E} \tau .}
이를 치환하여
{\displaystyle \langle \mathbf {p} \rangle =m\langle \mathbf {v} \rangle ,}
{\displaystyle \mathbf {J} =nq\langle \mathbf {v} \rangle ,}
이전에 언급한 옴의 법칙의 결과를 이용하여 아래와 같이 표현 할 수 있다.
{\displaystyle \mathbf {J} =\left({\frac {nq^{2}\tau }{m}}\right)\mathbf {E} .}

### 드루드 모형에 따른 분산
매질이 절연체일 때 전자는 결합력 때문에 분자에 붙어 있으므로, 전자가 상수 k인 용수철 끝에 달린 것이라고 생각한다면 변위 y, 전자 질량 m, 고유진동수{\displaystyle \omega _{0}={\sqrt {\frac {k}{m}}}}이라고 할 때, 이 전자가 받는 전기장은
{\displaystyle {\vec {E}}=E_{0}{\hat {y}}e^{i(kx-\omega t)}}
이므로 위치에 따른 전자의 방정식은 아래와 같이 나타난다.
{\displaystyle {\ddot {y}}=-\sigma {\dot {y}}-\omega _{0}^{2}y+{{E} \over {m}}}
이때 {\displaystyle \omega _{0}^{2}=k/m}이다. 이때 전기장을
{\displaystyle E=E_{0}\exp(-i\omega t)}
라고 놓으면 위의 방정식을 풀 수 있다.
이에 따라 y에 대해 식을 풀면 y의 값은 아래와 같다.
{\displaystyle y_{0}={{q/m} \over {(\omega _{0}^{2}-\omega ^{2})-i\sigma \omega )}}E_{0}}
이때 쌍극자 모멘트는 위에서 구한 y값에 q를 곱한 값이므로 쌍극자 모멘트는 아래와 같다.
{\displaystyle P=qy_{0}={{q^{2}/m} \over {(\omega _{0}^{2}-\omega ^{2})-i\sigma \omega )}}E}
방금까지는 전자에 속박되어 있는 하나의 전자에 대해서만 공식을 전개했지만, 일반적인 원자내에 있는 전자에 대해 공식을 적용시키면 다음과 같다.
{\displaystyle P={{Nq^{2}} \over {m}}\Sigma g_{j}{1 \over {(\omega _{j}^{2}-\omega ^{2})-ir_{j}\omega )}}E_{0},\Sigma g_{j}=Z}
여기서 N은 단위부피방 분자의 개수이고, Z는 분자당 전자의 개수, {\displaystyle g_{j}}는 진동수 {\displaystyle \omega _{j}}를 가지는 분자당 전자의 개수, 그리고 {\displaystyle \sigma _{j}}는 감쇠 인자(damping factor)이다.
이제, 전기장 {\displaystyle {\vec {D}}=\varepsilon _{0}{\vec {E}}+{\vec {P}}=\varepsilon {\vec {E}}} 이므로, {\displaystyle \varepsilon }에 대하여 식을 전개할 수 있다.
{\displaystyle \varepsilon =\varepsilon _{0}[1+{\frac {Nq^{2}}{m\varepsilon _{0}}}\sum {\frac {f_{j}}{(\omega _{j}^{2}-\omega ^{2})-i\gamma _{j}\omega }}]}
{\displaystyle k={\sqrt {\varepsilon \mu _{0}}}\omega }이다.
일반적으로 ε의 두 번째 항이 작으므로 아래처럼 근사할 수 있다.
{\displaystyle k\cong {\frac {\omega }{c}}[1+{\frac {Nq^{2}}{2m\varepsilon _{0}}}\sum {\frac {f_{j}}{(\omega _{j}^{2}-\omega ^{2})-i\gamma _{j}\omega }}]}
따라서 굴절률은 다음과 같다.
{\displaystyle n\cong [1+{\frac {Nq^{2}}{2m\varepsilon _{0}}}\sum {\frac {f_{j}(\omega _{j}^{2}-\omega ^{2})}{(\omega _{j}^{2}-\omega ^{2})^{2}+\gamma _{j}\omega }}]}
위 식에서 진동수가 공명 진동수 근처가 되면 굴절률이 증가하였다 감소하는데, 일반적으로 잘 일어나지 않는다. 그리고 진동수가 공명 진동수와 유사할 때를 제외한다면, 진동수가 커질 때 굴절률이 감소한다는 것을 식을 통해서 확인할 수 있다. 진동수가 커질 수록 굴절률 변화에 관여 할 수 있는 요소가 작아짐으로 진동수가 만약 무한으로 커진다면 오직 전자의 진동만이 굴절률에 관여하기 때문에 굴절률은 1에 수렴 한다는 것을 알 수 있다.

## 드루드 모형의 정확성
고전적인 드루드 모형은 금속의 직류 및 교류 전도와 홀 효과 그리고 실온에서의 전자에 의한 열전도에 대해 아주 잘 설명한다.

## 같이 보기
- 자유 전자 모형
- 아르놀트 조머펠트
- 전기저항률